# Jan Przasnek

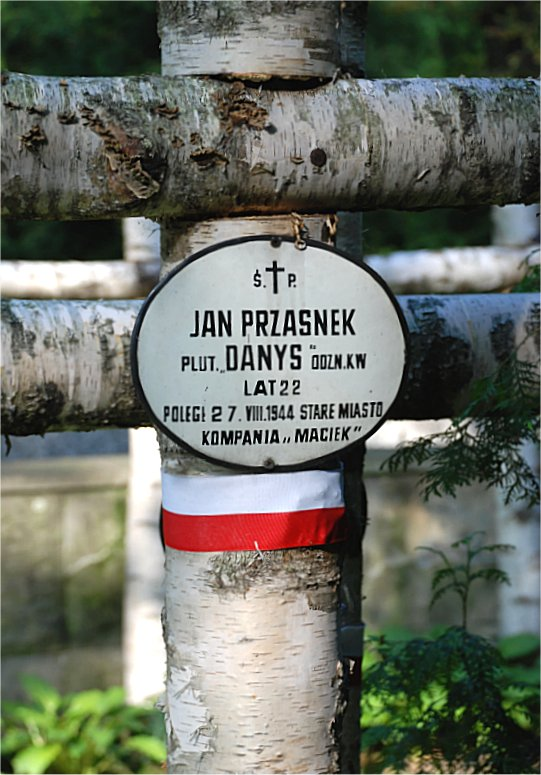
Na Powązkach Wojskowych

Jan Przasnek ps. Danys (ur. 14 września 1921 w Warszawie, zm. 27 sierpnia 1944 tamże) – plutonowy, uczestnik powstania warszawskiego w szeregach III plutonu 1. kompanii „Maciek” batalionu „Zośka” Armii Krajowej. Syn Aleksandra.
Harcerz 7. Warszawskiej Drużyny Harcerskiej. Należał do Hufca Wola Grup Szturmowych WL-300.
W powstaniu warszawskim walczył na Woli i Starym Mieście. Poległ 27 sierpnia 1944 w walkach na Starym Mieście. Miał 22 lata. Pochowany w kwaterach żołnierzy i sanitariuszek batalionu „Zośka” na Powązkach Wojskowych w Warszawie (kwatera A20-4-5).
Został odznaczony Krzyżem Walecznych.